# Gigantorhynchus lutzi
Gigantorhynchus lutzi är en hakmaskart som beskrevs av Machado 1941. Gigantorhynchus lutzi ingår i släktet Gigantorhynchus och familjen Giganthorhynchidae. Inga underarter finns listade i Catalogue of Life.